# Liste des communes françaises de l'Isère ayant changé de nom au cours de la Révolution
Pour un article plus général, voir Liste des communes françaises ayant changé de nom au cours de la Révolution.
Cet article présente la liste des communes françaises de l'Isère ayant changé de nom au cours de la Révolution. 

## Isère
Les noms des communes qui ont conservé leur nom révolutionnaire sont surlignés en bleu ciel.
| Commune                                         | Nom révolutionnaire               | Notice Ehess-Cassini |
| ----------------------------------------------- | --------------------------------- | -------------------- |
| Grenoble                                        | Grenoble                          |                      |
| La Chapelle (devenue La Chapelle-de-Surieu)     | Val-sur-Sonne                     |                      |
| Chaste                                          | Chatte                            |                      |
| Châteauvilain                                   | Franchizon                        |                      |
| La Côte-Saint-André                             | Côte-André ou Côte-Eau-Bonne      |                      |
| Monestier-de-Clermont                           | Monestier-Libre                   |                      |
| La Motte-Saint-Martin                           | La Motte-aux-Eaux                 |                      |
| Le Péage-de-Roussillon                          | Franc-Péage ou Franc-Passage      |                      |
| Pont-en-Royans                                  | Pont-sur-Bourne                   |                      |
| Roybon                                          | Chambaran                         |                      |
| Saint-Alban (devenue Saint-Alban-de-Roche)      | Mont-Alban                        |                      |
| Saint-Antoine (devenue Saint-Antoine-l'Abbaye)  | La Motte-Feirand                  |                      |
| Saint-Appolinard                                | Apolinard                         |                      |
| Saint-Chef                                      | Francvallon                       |                      |
| Saint-Clair (devenu Saint-Clair-sur-Galaure)    | Perrouzet-sur-Galaure             |                      |
| Saint-Clair-de-la-Tour                          | Mont-Clair                        |                      |
| Saint-Didier-de-Bizonnes                        | Marc                              |                      |
| Saint-Égrève                                    | Vence                             |                      |
| Saint-Étienne-de-Saint-Geoirs                   | Marathon                          |                      |
| Saint-Ferjus                                    | La Tronche                        |                      |
| Saint-Geoire-en-Valdaine                        | Val-d'Eynan                       |                      |
| Saint-Geoirs                                    | Mont-Geoirs                       |                      |
| Saint-Georges-d'Espéranche                      | Espéranche                        |                      |
| Saint-Hilaire-de-la-Côte                        | Hilaire-la-Montagne               |                      |
| Saint-Ismier                                    | Mansval                           |                      |
| Saint-Jean-d'Avelanne                           | Mont-d'Avelane                    |                      |
| Saint-Jean-de-Bournay                           | Toile-à-Voiles                    |                      |
| Saint-Jean-de-Moirans                           | Moiraxis                          |                      |
| Saint-Laurent-de-Mure (auj. dépt. du Rhône)     | Mure-la-Fontaine                  |                      |
| Saint-Laurent-du-Pont                           | Laurent-Libre ou Pont-la-Montagne |                      |
| Saint-Lattier                                   | Lattier                           |                      |
| Saint-Marcel-Bel-Accueil                        | Mont-Marcel                       |                      |
| Saint-Marcellin                                 | Thermopyles                       |                      |
| Sainte-Marie-d'Alloix                           | Alloix                            |                      |
| Saint-Martin-d'Hères                            | Hères-la-Montagne                 |                      |
| Saint-Michel-de-Saint-Geoirs                    | Coteau du Bon Air                 |                      |
| Saint-Paul-de-Varces                            | Paul-d'Ancoin ou Ancoin           |                      |
| Saint-Paul-d'Izeaux                             | Bellevue                          |                      |
| Saint-Pierre-de-Chandieu (auj. dépt. du Rhône)  | Chandieu-la-Montagne              |                      |
| Saint-Priest (auj. dépt. du Rhône)              | Beau-Priest ou Zélé-Patriote      |                      |
| Saint-Quentin (devenue Saint-Quentin-sur-Isère) | Grand-Châlier                     |                      |
| Saint-Romans                                    | Romans-Libre                      |                      |
| Saint-Symphorien-d'Ozon (auj. dépt. du Rhône)   | Ozon                              |                      |
| Saint-Victor-de-Morestel                        | Mont-Vallon                       |                      |
| Tour-du-Pin (La)                                | Val-du-Pin                        |                      |
| Vienne                                          | Vienne-la-Patriote                |                      |